# Gevlekte grondeekhoorn
De gevlekte grondeekhoorn (Xerospermophilus spilosoma)  is een zoogdier uit de familie van de eekhoorns (Sciuridae). De wetenschappelijke naam van de soort werd voor het eerst geldig gepubliceerd door Bennett in 1833.

## Voorkomen
De soort komt voor in Mexico en de Verenigde Staten.